# Illumination (công ty)
Illumination (tên cũ là Illumination Entertainment) là một xưởng phim hoạt hình máy tính của Mỹ, được thành lập bởi Chris Meledandri vào năm 2007. Illumination thuộc sở hữu của Meledandri và thương hiệu Illumination do Universal Pictures đồng sở hữu, một bộ phận của Comcast thông qua công ty con NBCUniversal thuộc sở hữu hoàn toàn của nó. Meledandri sản xuất các bộ phim, trong khi Universal tài trợ và phân phối chúng. Hãng phim này chịu trách nhiệm cho loạt phim Kẻ trộm mặt trăng, Đẳng cấp thú cưng, và Đấu trường âm nhạc. Các Minion, nhân vật trong loạt phim Kẻ trộm mặt trặng là linh vật của hãng phim.
Illumination đã sản xuất 12 phim truyện, với tổng doanh thu trung bình là 695,4 triệu USD / phim. Các phim có doanh thu cao nhất của hãng này là Minions (1,159 tỷ USD) và Kẻ trộm mặt trăng 3 (1,034 tỷ USD). Cả hai bộ phim đều nằm trong số 50 phim có doanh thu cao nhất mọi thời đại và sáu bộ phim của họ nằm trong số 50 bộ phim hoạt hình có doanh thu cao nhất.

## Lịch sử
Meledandri rời khỏi vị trí Chủ tịch của 20th Century Fox Animation và Blue Sky Studios vào đầu năm 2007. Khi làm việc tại các công ty đó, ông giám sát hoặc điều hành các bộ phim bao gồm Ice Age, Ice Age: The Meltdown, Robots và Dr. Seuss 'Horton Hears a Who! Sau khi rời đi, anh thành lập Illumination Entertainment và một thỏa thuận được công bố định vị Illumination Entertainment trở thành chi nhánh giải trí gia đình của NBCUniversal sẽ sản xuất một đến hai bộ phim mỗi năm bắt đầu từ năm 2010. Là một phần của thỏa thuận, Illumination giữ quyền kiểm soát sáng tạo và Universal độc quyền phân phối các bộ phim. Vào mùa hè năm 2011, Illumination mua lại bộ phận hoạt hình của xưởng hoạt hình và hiệu ứng hình ảnh Mac Guff của Pháp, nơi đã làm hoạt hình Despicable Me và Dr. Seuss 'The Lorax, và thành lập Illumination Mac Guff.
Meledandri thích giữ Illumination tuân theo mô hình chi phí thấp, nhận ra rằng "việc kiểm soát chi phí nghiêm ngặt và các bộ phim hoạt hình ăn khách không loại trừ lẫn nhau". Trong một ngành công nghiệp mà chi phí làm phim thường vượt quá 100 triệu đô la, hai bản phát hành đầu tiên của Illumination đã được hoàn thành với kinh phí thấp hơn đáng kể, xem xét kinh phí 69 triệu đô la của Despicable Me và 63 triệu đô la của Hop. Một cách mà công ty duy trì mô hình tài chính tinh gọn là sử dụng các kỹ thuật hoạt hình có ý thức về chi phí để giảm chi phí và thời gian hiển thị đồ họa máy tính của mình.
Vào ngày 22 tháng 8 năm 2016, NBCUniversal mua lại hãng phim cạnh tranh DreamWorks Animation, điều này làm dấy lên suy đoán rằng Meledandri sẽ giám sát cả hai hãng phim. Trong khi được NBCUniversal tiếp cận để giám sát cả hai hãng phim, anh ấy đã từ chối lời đề nghị và sau đó giải thích "Tôi thích quá trình làm phim và làm việc với các nghệ sĩ. Tôi không nghĩ mình đặc biệt xuất sắc ở các công ty chủ quản".

## Danh sách phim
- Kẻ trộm Mặt Trăng (2010)
- Hop (2011)
- Thần Lorax (2012)
- Kẻ trộm Mặt Trăng 2 (2013)
- Minions (2015)
- Đẳng cấp thú cưng (2016)
- Đấu trường âm nhạc (2016)
- Kẻ trộm mặt trăng 3 (2017)
- The Grinch (2018)
- Đẳng cấp thú cưng 2 (2019)
- Đấu trường âm nhạc 2 (2021)
- Minions: Sự trỗi dậy của Gru (2022)
- Phim anh em Super Mario (2023)
- Nhà vịt di cư (2023)
- Kẻ trộm mặt trăng 4 (2024)